# Hexatoma haiasana
Hexatoma haiasana är en tvåvingeart som först beskrevs av Evgenyi Nikolayevich Savchenko 1972.  Hexatoma haiasana ingår i släktet Hexatoma och familjen småharkrankar. Inga underarter finns listade i Catalogue of Life.